# Konstanze Klosterhalfen
Konstanze Klosterhalfen (Bonn, 18 de febrero de 1997) es una deportista alemana que compite en atletismo, especialista en las carreras de mediofondo, fondo y campo a través.
Ganó una medalla de bronce en el Campeonato Mundial de Atletismo de 2019, una medalla de oro en el Campeonato Europeo de Atletismo de 2022 y tres medallas en el Campeonato Europeo de Atletismo en Pista Cubierta entre los años 2017 y 2023.
En la modalidad de campo a través, obtuvo cuatro medallas en el Campeonato Europeo de Campo a Través entre los años 2021 y 2024.
Participó en dos Juegos Olímpicos de Verano, en los años 2016 y 2020, ocupando el octavo lugar en Tokio 2020, en la prueba de 10 000 m.

## Palmarés internacional
| Campeonato Mundial                   | Campeonato Mundial    | Campeonato Mundial | Campeonato Mundial |
| Año                                  | Lugar                 | Medalla            | Prueba             |
| ------------------------------------ | --------------------- | ------------------ | ------------------ |
| 2019                                 | Doha (Catar)          | Medalla de bronce  | 5000 m             |
| Campeonato Europeo                   |                       |                    |                    |
| Año                                  | Lugar                 | Medalla            | Prueba             |
| 2022                                 | Múnich (Alemania)     | Medalla de oro     | 5000 m             |
| Campeonato Europeo en Pista Cubierta |                       |                    |                    |
| Año                                  | Lugar                 | Medalla            | Prueba             |
| 2017                                 | Belgrado (Serbia)     | Medalla de plata   | 1500 m             |
| 2019                                 | Glasgow (Reino Unido) | Medalla de plata   | 3000 m             |
| 2023                                 | Estambul (Turquía)    | Medalla de plata   | 3000 m             |

| Campeonato Europeo | Campeonato Europeo  | Campeonato Europeo | Campeonato Europeo |
| Año                | Lugar               | Medalla            | Prueba             |
| ------------------ | ------------------- | ------------------ | ------------------ |
| 2021               | Dublín (Irlanda)    | Medalla de plata   | Equipo             |
| 2022               | La Mandria (Italia) | Medalla de oro     | Equipo             |
| 2022               | La Mandria (Italia) | Medalla de plata   | Individual         |
| 2024               | Antalya (Turquía)   | Medalla de plata   | Individual         |